# Quizenga
Quizenga é uma vila e comuna angolana que se localiza na província de Malanje, pertencente ao município de Cacuso.

## Transportes
A vila dispõe de uma estação do Caminho de Ferro de Luanda, que a liga a Malanje e Luanda.